# Isländischer Fußballpokal der Männer 1983
Der isländische Fußballpokal 1983 war die 24. Austragung des isländischen Pokalwettbewerbs der Männer. Pokalsieger wurde Titelverteidiger ÍA Akranes. Das Team setzte sich im Finale am 28. August 1983 im Laugardalsvöllur von Reykjavík gegen ÍBV Vestmannaeyja durch.
Da ÍA Akranes neben dem Pokal auch die Meisterschaft gewann, war der unterlegene Finalist ÍBV Vestmannaeyja für den Europapokal der Pokalsieger qualifiziert.

## Modus
Die Begegnungen wurden in einem Spiel ausgetragen. In den ersten drei Runden nahmen Vereine ab der zweiten Liga abwärts teil. In diesen Spielen wurde bei unentschiedenem Ausgang das Spiel zunächst verlängert und gegebenenfalls durch Elfmeterschießen entschieden.
Die Mannschaften aus der ersten Liga starteten im Achtelfinale. Ab hier wurde bei unentschiedenem Ausgang nach Verlängerung das Spiel auf des Gegners Platz wiederholt.

## 1. Runde
| Datum      |                      | Ergebnis |                      |
| ---------- | -------------------- | -------- | -------------------- |
| 23.05.1983 | Austri Eskifjörður   | 0:1      | Valur Reyðarfjörður  |
| 23.05.1983 | Ármann Reykjavík     | 1:2      | HV Ísafjörður        |
| 23.05.1983 | þróttur Norðfjörður  | 3:1      | Huginn Seyðisfjörður |
| 24.05.1983 | Fylkir Reykjavík     | 2:0      | UMF Selfoss          |
| 24.05.1983 | UMF Bolungarvík      | 2:5      | UMF Stjarnan         |
| 24.05.1983 | UMF Njarðvík         | 0:2      | Fram Reykjavík       |
| 24.05.1983 | Reynir Sandgerði     | 2:1      | UMF Afturelding      |
| 24.05.1983 | Vikverji Reykjavík   | 3:0      | UMF Stokkseyri       |
| 24.05.1983 | Haukar Hafnarfjörður | 1:2      | Árvakur Reykjavík    |
| 24.05.1983 | UMF Víkingur         | 2:3      | Víðir Garði          |
| 24.05.1983 | IK Kópavogur         | 2:0      | Hafnir Keflavík      |
| 26.05.1983 | FH Hafnarfjörður     | 1:0      | Augnablik Kópavogur  |

## 2. Runde
| Datum      |                   | Ergebnis              |                       |
| ---------- | ----------------- | --------------------- | --------------------- |
| 08.06.1983 | UMF Grindavík     | 3:0                   | UMF Stjarnan          |
| 08.06.1983 | Árvakur Reykjavík | 2:3                   | Vikverji Reykjavík    |
| 08.06.1983 | Völsungur Húsavík | 2:0                   | Vorboðinn Eyjafjörður |
| 08.06.1983 | UMF Tindastóll    | 5:2                   | Vaskur Akureyri       |
| 08.06.1983 | UMF Einherji      | 5:1                   | þróttur Norðfjörður   |
| 08.06.1983 | UMF Sindri Höfn   | 2:3                   | Valur Reyðarfjörður   |
| 08.06.1983 | HSS Strandasýsla  | 0:4                   | Leiftur Ólafsfjörður  |
| 08.06.1983 | KS Siglufjarðar   | 1:0                   | KA Akureyri           |
| 08.06.1983 | IK Kópavogur      | 1:1 n. V. (5:4 i. E.) | UMF Skallagrímur      |
| 08.06.1983 | HV Ísafjörður     | 1:0                   | Víðir Garði           |
| 08.06.1983 | Fylkir Reykjavík  | 2:1                   | Reynir Sandgerði      |
| 08.06.1983 | Fram Reykjavík    | 1:2                   | FH Hafnarfjörður      |

## 3. Runde
| Datum      |                      | Ergebnis              |                     |
| ---------- | -------------------- | --------------------- | ------------------- |
| 22.06.1983 | HV Ísafjörður        | 0:0 n. V. (3:4 i. E.) | Fylkir Reykjavík    |
| 22.06.1983 | Vikverji Reykjavík   | 2:0                   | IK Kópavogur        |
| 22.06.1983 | UMF Grindavík        | 2:3                   | FH Hafnarfjörður    |
| 22.06.1983 | UMF Einherji         | 5:2                   | Valur Reyðarfjörður |
| 22.06.1983 | Leiftur Ólafsfjörður | 1:3                   | UMF Tindastóll      |
| 22.06.1983 | Völsungur Húsavík    | 2:3                   | KS Siglufjarðar     |

## Achtelfinale
Teilnehmer: Die sechs Sieger der 3. Runde und die zehn Teams der 1. deild 1983.
| Datum      |                    | Ergebnis  |                      |
| ---------- | ------------------ | --------- | -------------------- |
| 06.07.1983 | FH Hafnarfjörður   | 5:1       | þór Akureyri         |
| 06.07.1983 | Fylkir Reykjavík   | 2:1       | KS Siglufjarðar      |
| 06.07.1983 | Valur Reykjavík    | 0:0 n. V. | ÍA Akranes           |
| 06.07.1983 | Víkingur Reykjavík | 1:0       | ÍB Ísafjörður        |
| 06.07.1983 | UMF Einherji       | 0:1       | KR Reykjavík         |
| 06.07.1983 | Vikverji Reykjavík | 1:2       | Breiðablik Kópavogur |
| 06.07.1983 | UMF Tindastóll     | 0:1       | ÍB Keflavík          |
| 06.07.1983 | ÍBV Vestmannaeyja  | 2:2 n. V. | þróttur Reykjavík    |

### Wiederholungsspiele
| Datum      |                   | Ergebnis |                   |
| ---------- | ----------------- | -------- | ----------------- |
| 13.07.1983 | ÍA Akranes        | 3:1      | Valur Reykjavík   |
| 14.07.1983 | þróttur Reykjavík | 0:3      | ÍBV Vestmannaeyja |

## Viertelfinale
| Datum      |                      | Ergebnis  |                    |
| ---------- | -------------------- | --------- | ------------------ |
| 20.07.1983 | ÍB Keflavík          | 1:3       | ÍA Akranes         |
| 20.07.1983 | Breiðablik Kópavogur | 1:0       | Víkingur Reykjavík |
| 20.07.1983 | KR Reykjavík         | 0:1       | ÍBV Vestmannaeyja  |
| 20.07.1983 | Fylkir Reykjavík     | 0:0 n. V. | FH Hafnarfjörður   |

### Wiederholungsspiel
| Datum      |                  | Ergebnis |                  |
| ---------- | ---------------- | -------- | ---------------- |
| 25.07.1983 | FH Hafnarfjörður | 1:0      | Fylkir Reykjavík |

## Halbfinale
| Datum      |                  | Ergebnis  |                      |
| ---------- | ---------------- | --------- | -------------------- |
| 10.08.1983 | ÍA Akranes       | 4:2       | Breiðablik Kópavogur |
| 11.08.1983 | FH Hafnarfjörður | 2:2 n. V. | ÍBV Vestmannaeyja    |

### Wiederholungsspiel
| Datum      |                   | Ergebnis |                  |
| ---------- | ----------------- | -------- | ---------------- |
| 15.08.1983 | ÍBV Vestmannaeyja | 4:1      | FH Hafnarfjörður |

## Finale
| Paarung  | ÍA Akranes – ÍBV Vestmannaeyja                                                           |
| Ergebnis | 2:1 n. V.                                                                                |
| Datum    | 28. August 1983                                                                          |
| Stadion  | Laugardalsvöllur, Reykjavík                                                              |
| Tore     | Für Akranes: Horður Kári Jóhannesson , Sveinbjörn Hakonarsson Für ÍBV: ValÞor SigÞórsson |